# Al Doilea Asediu Arab al Constantinopolului (717-718)

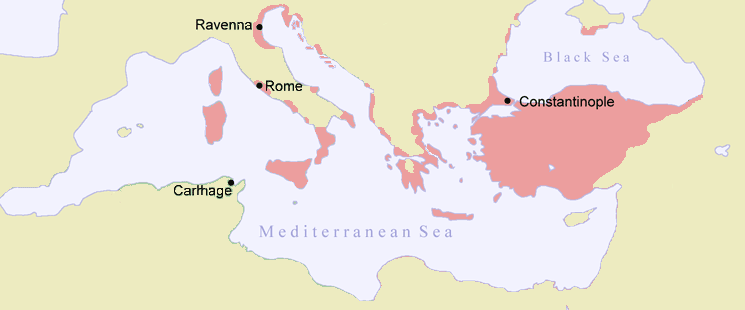
Imperiul Bizantin în 717

Al Doilea Asediu Arab al Constantinopolului (717 - 718) a fost un atac combinat pe mare și pe pământ realizat de arabi în scopul ocupării capitalei Imperiului Bizantin, Constantinopol. Forțele terestre arabe, conduse de Maslama ibn Abdal Malik, s-au adunat în afara zidurilor masive ale cetății, dar au fost decimate de o epidemie de ciumă și în cele din urmă distruse de armata bulgară. Flota arabă a fost distrusă cu focul grecesc și rămășițele sale au fost scufundate ulterior, datorită unei furtuni care i-a surprins pe arabi în timpul retragerii.